# Arlington, Nebraska
Arlington är en ort (village) i Washington County i Nebraska. Vid 2020 års folkräkning hade Arlington 1 300 invånare.